# Schelle
Schelle là một đô thị ở tỉnh Antwerp. Thị trấn này chỉ gồm thị trấn Schelle proper. Tại thời điểm ngày 1 tháng 1 năm 2006, Schelle có dân số 7.806 người. Tổng diện tích là 7,80 km² với mật độ dân số là 1.001 người trên mỗi km².